# Contre-révolution ottomane de 1909

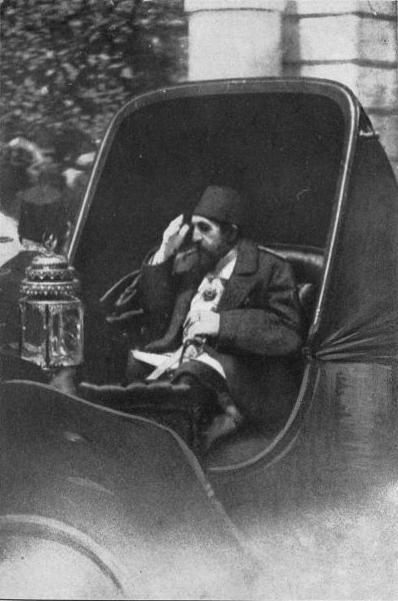
Le Sultan Abdülhamid II.

La contre-révolution ottomane de 1909 fut une tentative de remplacement de la seconde période constitutionnelle ottomane (en) au sein de l'Empire ottoman par une autocratie dirigée par le monarque Abdülhamid II. Le Sultan désirait un retour au Califat ottoman, en mettant un terme aux politiques de sécularisation et de laïcisation mises en œuvre par le Comité Union et Progrès, afin de retourner à un système pénal basé sur la charia.

## Causes
En juillet 1908, un coup d'État militaire mené par les Jeunes-Turcs, mouvement clandestin conduit par des jeunes officiers modernistes, avait déchu le Sultan de son statut de monarque absolu en rétablissant le Parlement et la Constitution de l'Empire ottoman de 1876, que le Sultan avait lui-même suspendue trois décennies plus tôt.
Le mouvement de 1908 avait affaibli la position internationale de l'Empire qui, en octobre 1908, est incapable de s'opposer à l'indépendance totale du royaume de Bulgarie, ainsi qu'à l'annexion de la Bosnie-Herzégovine par l'Empire austro-hongrois et de la principauté de Crète par le royaume de Grèce. En outre, le nouveau pouvoir est incapable de former un gouvernement après les élections législatives ottomanes de 1908. Ces échecs ont pour conséquence le durcissement de l'opposition hostile aux réformateurs, autour des musulmans les plus conservateurs qui souhaitent rétablir le pouvoir d'Abdülhamid II, garant du titre de calife.
Abdülhamid II, cependant, avait maintenu sa position symbolique de souverain et, en mars 1909, décide de stimuler le sentiment populaire et islamique dans l'Empire. Parce que cette tentative visait à renverser les acquis révolutionnaires de 1908, elle sera qualifiée de contre-révolution.

## L'événement
Le Parlement nouvellement élu en décembre 1908 manque de cohésion, il est encore moins apte à faire figure d'unité et d'harmonisation politique au sein de l'Empire.
Des contingents de l'armée se révoltent alors, rejoints en masse par des étudiants en théologie et des oulémas aux cris de "Nous voulons la charia !", réclamant le rétablissement du pouvoir absolu du Sultan. La contre-révolution atteint son point culminant lors du soulèvement de la capitale appelé l'incident du 31 mars (date du calendrier rumi, correspondant au 13 avril dans le calendrier grégorien).
L'Armée d'Action rassemblée à Thessalonique par les Jeunes-Turcs marche alors sur Constantinople pour étouffer la contre-révolution. Le jeune Enver Pacha se signale comme instigateur de ce mouvement. Le 13 avril 1909, Abdülhamid II est déposé au profit de son frère Mehmed V, changement qui réduit encore l'influence et le rôle du Sultan dans les affaires de l'État.

## Conséquences
L'échec de la contre-révolution a amené le Comité Union et Progrès à s'interroger sur son hétérogénéité, et son incapacité à former un gouvernement.
Cet événement mit également un terme à l'entente entre les Turcs et les Arabes, conséquence de la minimisation de l'aura califale. Après l'Incident du 31 mars, les Jeunes-Turcs ont également proscrit les sociétés qui défendaient les intérêts des minorités ethniques, interdit la publication de journaux pro-islam et pro-califat.
Sous couvert de politiques d'harmonisation pluri-religieuses, le Comité Union et Progrès mit en place une « ottomanisation » de la société, en privilégiant l'appartenance à une "nation" ottomane, plutôt qu'à une ethnie ou une religion. Cette mesure eut du succès en exaltant un sentiment d'appartenance à l'Empire parmi les populations non-turques, cimentant une communauté nationale contre l'Islam conservateur.